# رواء مكة
رواء مكة هي رواية من تأليف الكاتب المغربي حسن أوريد صدرت سنة 2019 ضمن منشورات المركز الثقافي العربي وتقع في 224 صفحة. الرواية عبارة عن سرد روحي لرحلة إلى الحاج.

## ملخص الرواية
تلخص الرواية رحلة حاج مغربي هو كاتب الرواية نفسه، الذي وصف من خلالها تفاصيل الحج منذ انطلاقه من المغرب إلى حين أدائه لشعائر هذه الفريضة، وما رافق ذلك من مشاعر متناقضة بين الرضا بالعودة إلى الطريق المستقيم وبين رفض ما يصاحب الحج من سلوكيات وتصرفات. هذا الحاج لم يكن كباقي الحجاج، بل كان مثقفاً علمانياً، كان ينظر إلى طقوس الحج على أنها مجرد عبث وأساطير، قبل أن يهتدي إلى نور الإسلام، وهذا ما دفع الكثير من النقاد والمهتمين إلى اعتبار رواية رواء مكة بمثابة إعلان توبة صاحبها بعد حياة التيه والضلال. فضلاً عن قصتها الرئيسة، فقد تناولت الرواية جزءا من حياة حسن أوريد الشخصية، وخاصة في مرحلة الطفولة والدراسة رفقة ولي العهد آنذاك (الملك محمد السادس حاليا).

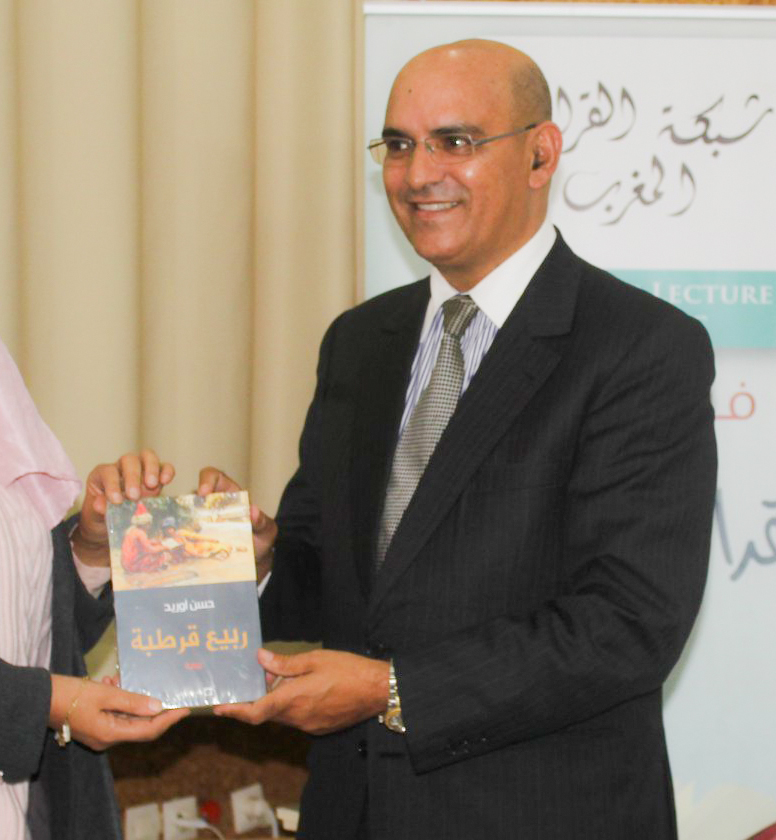
صورة للكاتب حسن أوريد

## الكاتب
حسن أوريد، إلى جانب شهرته ككاتب، شغل مناصب مهمة في مسيرته المهنية. عمل مستشاراً في سفارة المملكة المغربية بواشنطن، وفي عام 1999 عُين كأول ناطق رسمي باسم القصر الملكي حتى يونيو 2005. لاحقاً، أصبح والياً لجهة مكناس تافيلالت، ثم مؤرخاً للمملكة في نوفمبر 2009 لمدة عام واحد.

## الموضوع
رواية "رواء مكة" لحسن أوريد تتناول تجربة الحج من منظور شخصي وعقائدي، حيث يبرز أوريد في عمله الأدبي رحلة روحية عميقة تتجاوز مجرد التنقل الجغرافي إلى استكشاف ذاتي وفكري. يقدم أوريد روايته على أنها نوع من أدب الرحلة، مُركّزًا على التحولات الداخلية التي شهدها خلال أداء مناسك الحج. من خلال سرد رحلة حجّه في 2007، يعكس الكتاب التحولات التي طرأت على إيمانه ورؤيته للحياة.

## اقتباسات
"ليس هناك من دِين ينزل من السماء، بل هي آهات البشر تصَّاعد إلى السماء، لتعود بعدها كما ينزل الماء من السماء و قد ارتفع إليها بفعل الحرارة.. كذب الظن، لا إمام سوى العقل كما يقول المعري، و لا هادي سوى الغرب، أقول. هل كنت أعرف الغرب حق المعرفة؟ كان نوعاً من الإغراء يمارسه علينا كما مارسه على غيرنا من أرجاء مختلفة، كما يقول مالزو في كتاب يحمل ذات العنوان.. كنا الجيل الذي أعقب الاستعمار و لم يبلُ بأساه و غطرسته..  "
"أشعلت التلفاز لأسلو، لأنسى آلامي.. و وقع على قناة تي في 5 الفرنسية في حديث مع الناشطة الحقيوقية الإيرانية تشرين عبّادي، حائزة جائزة نوبل.. سألها الصحافي إن كانت تؤمن بالله، فردت أنْ نعم، و كنت أحسبها علمانية، بَلَه ملحدة، لإصرارها على السفور و رفضها ارتداء الشادور في نظام يفرض ارتداء الشادور. حكت، و هي في مقتبل عمرها، أن أمها مرضت مرضاً وبيلاً تردّد أنها لن تشفى منه، فابتهلت إلى الله أن يشفي أعزّ عزيز لديها. و كان أن شُفيت أمها و عاشت بعد ذلك سنين عديدة. أطفأتُ التلفزيون إثرها، و رددت في تلك اللحظة أني لو أُشفى فسأذهب إلى الحجّ. " 

حياتي تغيرت منذ ذلك التاريخ.. وليس يهمني خلاصي الفردي. يهمني كل ما يهم الإسلام والمسلمين.. أرى فقرا وأرى بؤسا، وأرى ظلما، وأرى غطرسة.. والأدهى أن أرى الافتاءات باسم الإسلام.. يريدونه طقوسا كما أراده بنو أمية، وأنا أريده في نبعه الأول، تحت ظلال حامل اللواء محمد بن عبد الله عليه أزكي الصلاة والسلام.. أريده تحررا من الظلم ومن الفقر ومن الاستبداد
حياتي تغيرت منذ ذلك التاريخ.. وليس يهمني خلاصي الفردي. يهمني كل ما يهم الإسلام والمسلمين.. أرى فقرا وأرى بؤسا، وأرى ظلما، وأرى غطرسة.. والأدهى أن أرى الافتاءات باسم الإسلام.. يريدونه طقوسا كما أراده بنو أمية، وأنا أريده في نبعه الأول، تحت ظلال حامل اللواء محمد بن عبد الله عليه أزكي الصلاة والسلام.. أريده تحررا من الظلم ومن الفقر ومن الاستبداد

## سجال فكري
خلفت رواء مكة سجالا فكريا وإديولوجيا كبيرا بعد صدورها،وذلك بسبب تباين المواقف حولها بين تيار رأى فيها عودة إلى ظلال الإسلام ورسالة لكل الملحدين والعلمانيين الضالين، واتجاه آخر اعتبرها ردة من صاحبها عن مبادئ العقلانية والعلمانية التي ظل ينادي بها لعقود، نفس التيار رأى في مديح الإسلاميين المبالغ فيه لهذا العمل استغلالا غير برئ لإنتاج أدبي صرف ومحاولة للترويج لإديولوجيتهم ودعاية مجانية،بدل ترك مجال دراستها وتحليلها وتقييمها للمختصين، وقد جاء هذا النقاش بعد الإشادة الكبيرة التي لقيتها هذه الرواية من طرف أبو زيد المقرئ الإدريسي.

## المبيعات
حققت رواية رواء مكة رقم مبيعات قياسي بعد خرجة أبو زيد المقرئ الإدريسي ومدحه لها، حيث نفذت بسرعة من المكتبات في سابقة لم يعرف لها المغرب مثيلا من قبل.